# Victoria Dock (Dundee)

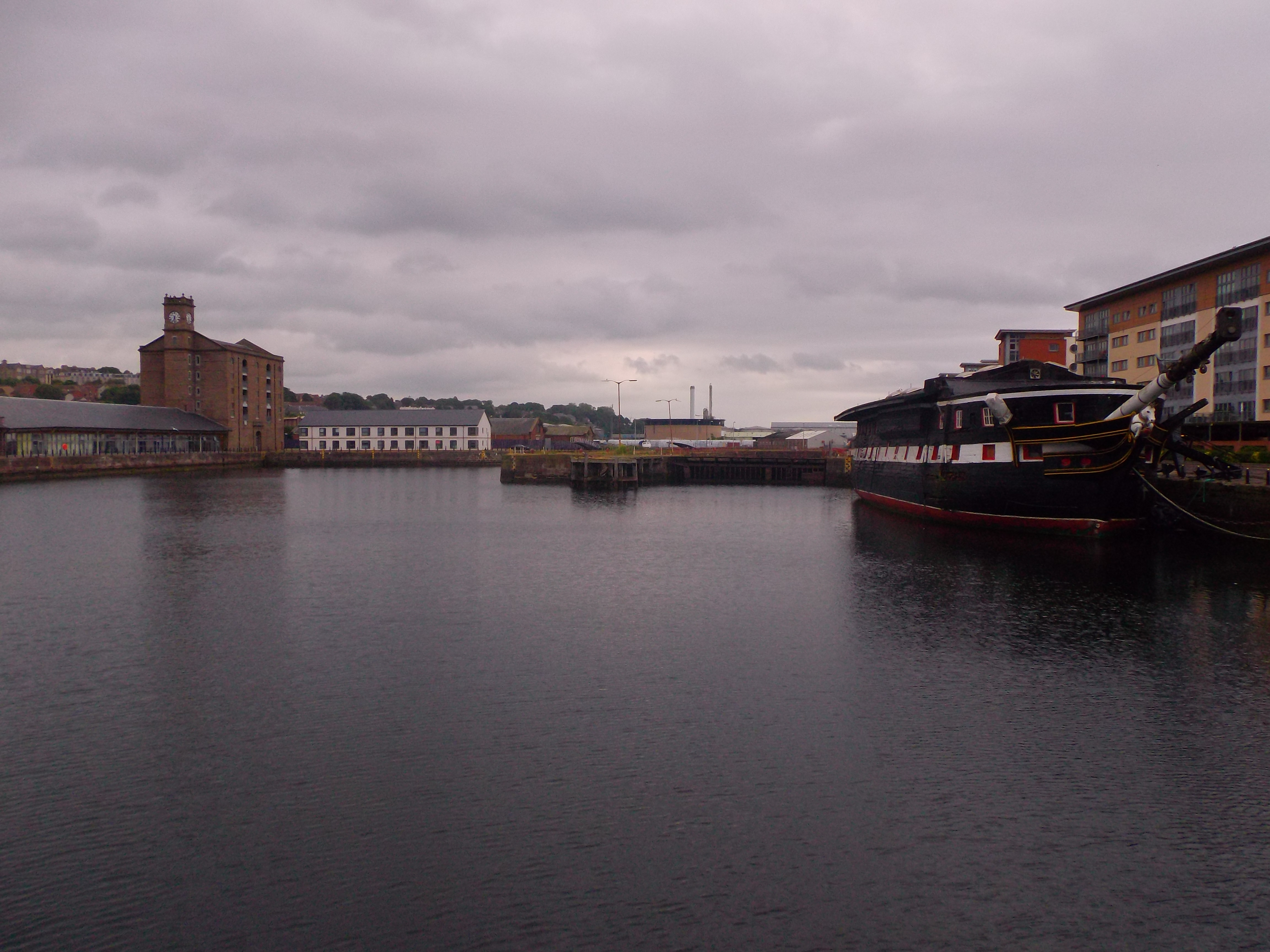
Victoria Dock

Das Victoria Dock ist ein Hafenbecken in der schottischen Stadt Dundee in der gleichnamigen Council Area. 1989 wurde das Bauwerk in die schottischen Denkmallisten in der höchsten Denkmalkategorie A aufgenommen.

## Geschichte
Der Bau des Victoria Docks wurde im Jahre 1833 begonnen. Für die Planung zeichnet der schottische Architekt James Leslie verantwortlich, der auf einen Entwurf Thomas Telfords zurückgriff. Infolge der wirtschaftlichen Depression der Stadt wurde der Bau unterbrochen. 1865 wurde das direkt östlich angrenzende Hafen, das Camperdown Dock, eröffnet und das im Bau befindliche Victoria Dock war durch eine provisorische Absperrung abgetrennt. 1869 wurde die Fertigstellung der Anlage per Erlass angeordnet. David Cunningham leitete die Arbeiten nach Konsultation von Charles Ower. 1875 wurde das Dock fertiggestellt und am 16. August desselben Jahres eröffnet.

## Beschreibung
Das Victoria Dock befindet sich am Ostrand des Stadtzentrums von Dundee. Die Einfahrt erfolgt über ein 16,5 m weites Tor vom östlich anschließenden Camperdown Dock. Das 4,9 m tiefe Becken weist eine annähernd rechteckige Fläche von 4,3 Hektar auf, woraus eine Kailänge von rund 1,2 km resultiert. In der südöstlichen Ecke des Beckens ist ein Trockendock abgetrennt. Für den Fußgängerverkehr überspannt eine stählerne Brücke das Becken. Sie ist mit einem hölzernen Brückendeck und stählernem Handlauf ausgeführt, welcher das Wappen des Dundee Harbour Board trägt.
Im Victoria Dock liegt das heutige Museumsschiff HMS Unicorn vertäut, das als ältestes erhaltenes, im Vereinigten Königreich gefertigtes Schiff gilt. Nach dem James Watt Dock in Greenock und den Leith Docks in Edinburgh ist das Victoria Dock das größte umschlossene Hafenbecken in Schottland.